# Ceratophaga tenebrosa
Ceratophaga tenebrosa är en fjärilsart som beskrevs av László Anthony Gozmány. Ceratophaga tenebrosa ingår i släktet Ceratophaga och familjen äkta malar. Inga underarter finns listade i Catalogue of Life.